# Hims, Inc.
Hims, Inc. là một thương hiệu sản phẩm chăm sóc cá nhân có trụ sở tại San Francisco. Thương hiệu này vận hành hai trang web thương mại điện tử bán các sản phẩm chăm sóc cá nhân của nam giới và phụ nữ. Hims, Inc. được thành lập vào năm 2017 với sự ra mắt của Hims và ra mắt thương hiệu chị em dành cho phụ nữ, Hers, vào năm 2018.

## Lịch sử
Vào năm 2017, Andrew Dudum, đồng sáng lập và cựu đối tác của studio khởi nghiệp Atomic, đã ra mắt Hims, Inc. như một phần trong danh mục đầu tư của Atomic với các doanh nhân Jack Abraham và Chester Ng.
Thương hiệu Hims ban đầu bán các phương pháp điều trị rụng tóc, vitamin biotin, dầu gội ngăn chặn DHT và các phương pháp điều trị rối loạn cương dương theo toa.
Vào tháng 11 năm 2018, Hims đã ra mắt một thương hiệu sức khỏe phụ nữ, Hers. Khi ra mắt, Hers cung cấp các sản phẩm chăm sóc da, sản phẩm trị rụng tóc và kiểm soát sinh sản.
Cả Hims và Hers đều bắt đầu cung cấp Propranolol theo toa để điều trị rối loạn lo âu xã hội vào tháng 2 năm 2019.
Các nhà đầu tư vào Hims bao gồm Forerunner Ventures, Redpoint Ventures và Maverick Capital. Vào tháng 1 năm 2019, Hims đã huy động thêm 100 triệu đô la trong vòng cấp vốn Series C. Trong cùng tháng đó, thương hiệu đã ra mắt tại Vương quốc Anh với các sản phẩm trị rối loạn cường dương và rụng tóc.